# Marie Jančáková
Marie Jančáková (rozená Přibilová, 13. července 1887 – 2. dubna 1959) byla česká grafička a zakládající členka Spolku sběratelů a přátel exlibris, přítelkyně malíře a grafika Josefa Váchala a Františka Tichého.
V roce 1911 se zúčastnila ustavující valné hromady Uměleckého sdružení Sursum v restauraci U Choděrů (Ferdinandka), kde na doporučení Josefa Váchala byla přijata za přispívající členku. V roce 1922 se provdala za PhDr. Ladislava Jančáka, bohemistu, absolventa filozofické fakulty a nájemce kavárny Union, hlavního centra pražské umělecké avantgardy, a později výletní restaurace Nebozízek v sadech na Petříně. Jančáková byla určitě jednou z prvních velkých sběratelek exlibris. Její exlibris vznikala v letech 1911–1958. Počet známých autorů, kteří exlibris pro ni vytvořili, byl úctyhodný – 52 autorů. Na její jméno bylo vytvořeno více než 200 exlibris.